# Enth E Nd / Frgt/10
Enth E Nd / Frgt/10 (uttalas In the end / Forgotten) är en radiosingel från albumet Reanimation av det amerikanska nu metal-bandet Linkin Park. Singeln släpptes i juli 2002. Låtarna i albumet Reanimation var mer av genren hiphop och electronica än deras tidigare låtar. Singeln innehåller remixerna av två Linkin Parks låtar: "In the End" ("Enth E Nd") och "Forgotten" ("Frgt/10"). "Enth E Nd" remixades av KutMasta Kurt och Motion Man, medan "Frgt/10" remixades av Chali 2na och The Alchemist. Båda låtarna har genren hiphop.

## Musikvideo

### Enth E Nd
Musikvideon börjar med att Kutmasta Kurt spelar och scratchar till låten. Motion Man börjar sedan att prata till låten. Efter det börjar Mike Shinoda att rappa. De tre spelar låten i baksätet av en bil och filmar med en videokamera. Ingen annan Linkin Park medlem är med i videon.

### Frgt/10
Videon börjar med en kort scen på en kvinna i hennes sovrum. Videon visar sedan en person i en grön overall som har en gasmask på sig och en sprayflaska i handen. Karaktären går runt i en mörk stad och skriver "LP" på väggar (LP är den officiella logotypen för Linkin Park). Varthän personen målar så växer gräs och växter upp ur marken runt omkring personen (detta liknar en av Linkin Parks andra videor nämligen videon till "In The End"). Myndigheterna försöker att arrestera personen och jagar denne tills personen hopar ifrån ett hustak till ett annat tak. Färgburken faller då ur personens hand och går sönder. När myndigheterna undersöker burken, så smiter personen in i dennes sovrum och tar av hennes mask, och visar då att hon är kvinna, och lägger sig i sin säng. Hela musikvideon är datoranimerad förutom början och slutet.
Kvinnan som är med i videon till Frgt/10 är med i flera av de musikvideor som är till låtarna i Reanimation.